# Жассан-Риотье
Жасса́н-Риотье́ (фр. Jassans-Riottier) — коммуна во Франции, находится в регионе Рона — Альпы. Департамент — Эн. Входит в состав кантона Треву. Округ коммуны — Бурк-ан-Брес.
Код INSEE коммуны — 01194.

## География
Коммуна расположена приблизительно в 370 км к юго-востоку от Парижа, в 26 км севернее Лиона, в 45 км к юго-западу от Бурк-ан-Бреса.
На западе коммуны протекает река Сона.

## Климат
Климат полуконтинентальный с холодной зимой и тёплым летом. Дожди бывают нечасто, в основном летом.

## Население
Население коммуны на 2010 год составляло 5976 человек.
| 1962 | 1968 | 1975 | 1982 | 1990 | 1999 | 2010 |
| ---- | ---- | ---- | ---- | ---- | ---- | ---- |
| 1863 | 2190 | 2783 | 3830 | 4609 | 5333 | 5976 |

## Администрация
| Период | Период | Фамилия           | Партия                                                         | Примечания |
| ------ | ------ | ----------------- | -------------------------------------------------------------- | ---------- |
| 1945   | 1983   | Леон-Мари Фурне   |                                                                |            |
| 1983   | 2001   | Поль Коломбель    | Объединение в поддержку республики                             |            |
| 2001   | 2014   | Жаклин Фурне      | Объединение в поддержку республики → Союз за народное движение |            |
| 2014   | 2020   | Жан-Пьер Ревершон |                                                                |            |

## Экономика
В 2010 году среди 3915 человек трудоспособного возраста (15—64 лет) 2915 были экономически активными, 1000 — неактивными (показатель активности — 74,5 %, в 1999 году было 72,1 %). Из 2915 активных жителей работали 2630 человек (1377 мужчин и 1253 женщины), безработных было 285 (151 мужчина и 134 женщины). Среди 1000 неактивных 367 человек были учениками или студентами, 346 — пенсионерами, 287 были неактивными по другим причинам.

## Достопримечательности
- Церковь Успения Божьей Матери (1863 год). Исторический памятник с 1996 года[4]
- Укреплённый дом Ригодьер (XV век). Исторический памятник с 1996 года[5]

## Города-побратимы
- Лимелет (Бельгия, с 1959)

## Фотогалерея
- Мэрия
- Мост через реку Сона (1914 год)
- Карта коммуны